# Lelio Colista
Lelio Colista (né le 13 janvier 1629 à Rome et mort le 13 octobre 1680 dans la même ville) est un compositeur italien de l'époque baroque.

## Œuvres
- Passacaille dite Mariona

## Discographie
- Simfoniæ Romanæ : la sonate en trio romaine avant Correli : 3 simfonias per due violini, tiorbia e basso - Academia per musica, dir. Christoph Timpe (26-28 mars 2001, Capriccio 67 025) avec des œuvres de Stradella et Carlo Ambrogio Lonati. (OCLC 937052684)